# Petite Rivière de l'Artibonite
Petite Rivière de l'Artibonite (em crioulo, Ti Rivyè Latibonit), é uma comuna do Haiti, situada no departamento do Artibonite e no arrondissement de Dessalines. De acordo com o censo de 2003, sua população total é de 135.000 habitantes.